# Echeandia montealbanensis
Echeandia montealbanensis är en sparrisväxtart som beskrevs av Robert William Cruden. Echeandia montealbanensis ingår i släktet Echeandia och familjen sparrisväxter. Inga underarter finns listade i Catalogue of Life.